# Эванс, Джордж (исследователь)
Джордж Уильям Эванс (5 января 1780 года — 16 октября 1852 года) — геодезист, один из первых исследователей в колонии Новом Южном Уэльсе. Родился в городе Уорик в Англии. Переехал в Австралию в октябре 1802 года.

## Ранняя карьера
В 1803 году Эванс был назначен исполняющим обязанности генерального инспектора Нового Южного Уэльса, пока Чарльз Граймс находился в отпуске в Англии. В 1804 году Эванс исследовал реку Варрагамба и выше по течению до нынешнего места одноимённой плотины. Позже отстраненный от должности губернатором Филипом Гидли Кингом, он был отправлен на должность помощника геодезиста вице-губернатором Уильямом Патерсоном. Эванс осмотрел берега Джервис-Бей и внутренние районы до Аппина, ведущего к поселению в регионе Иллаварра. Вероятно, из-за его успеха губернатор Лахлан Маккуори поручил ему найти проход на запад.

## Исследование внутренних территорий

### Экспедиция вГолубые горы, 1813 год
13 ноября 1813 года губернатор Лахлан Маккуори отправил Эванса через Голубые горы в страну Вираджури в центрально-западном районе Нового Южного Уэльса, чтобы подтвердить выводы исследовательской группы Блаксленда, Лоусона и Вентворта. Он был первым европейцем, который зарегистрировал встречу с вираджури в регионе.
Эванс следовал маршрутом Блаксленд, Лоусон и Вентворт, достигнув конца своего маршрута 26 ноября 1813 года в точке, и Эванс назвал гору Блаксленд. Затем группа Эвана двинулась дальше и посетила район реки Фиш-Ривер и далее на запад, недалеко от слияния рек Фиш и Кэмпбелл, и описала две равнины в его представлении: равнины О’Коннелл и равнины Маккуори. Это было 9 декабря, когда он прибыл на место современного Батерста.
После семи недель исследований губернатор Маккуори вручил Эвансу 100 фунтов стерлингов и 1000 акров земли недалеко от Ричмонда на Земле Ван Димена (ныне Тасмания). Эванс отправился на Землю Ван Димена в 1814 году, но вернулся в Новый Южный Уэльс к 1815 году, чтобы продолжить исследования в глубине страны.

### Первая экспедиция по реке Лахлан, 1815 год
В мае 1815 года Эванс отправился из Батерста по указанию губернатора Маккуори в экспедицию по исследованию реки Лахлан. Он стал первым колониальным исследователем, который вошёл в долину Лахлан в центрально-западном регионе Нового Южного Уэльса. Эванс был заместителем генерального инспектора и назвал местность Оксли равнины в честь своего начальника, генерального инспектора Джона Оксли. Пирамида из камней на Норт-Логан-роуд, в 13 км от Коура, была открыта в 1978 году на частной территории, чтобы отметить место, где Эванс в сопровождении своей исследовательской группы в составе Джорджа Кейна, Джеймса Батлера, Патрика Бирна и Джона Тайга в 1815 году заметил реку Лахлан и назвал окружающий район равнинами Оксли.
Он также был первым европейцем, посетившим долины рек Аберкромби и Белубула, и первым посетившим районы, которые теперь включают города Боорова и Каура.
1 июня 1815 года Джордж Уильям Эванс и его группа отметили дерево на стыке реки Лахлан и ручья, который он назвал Бирнс-Крик (в честь Патрика Бирнса). Этот перекресток находится в современной Юговре. Это была самая дальняя западная точка, где побывали европейцы.
1 июня 1815 года у Эванса не хватало провизии, поэтому он вернулся в Батерст, куда он прибыл 12 июня 1815 года. Это путешествие открыло путь для более поздних исследований, в основном Джона Оксли. Эванс принимал участие в некоторых экспедициях Оксли.

### Вторая экспедиция на рекеЛахлан, 1817 год
Эванс вернулся в Тасманию в 1817 году, но снова должен был вернуться в Новый Южный Уэльс, чтобы путешествовать со своим начальником Джоном Оксли по районам реки Лахлан.

### Экспедиция на рекеМаккуори, 1818 год
Эванс отправился во вторую экспедицию, чтобы исследовать реку Маккуори, в качестве помощника генерального инспектора Оксли, отправившись из Батерста в мае 1818 года. Эта исследовательская экспедиция будет следовать по реке Маккуори, пока она не достигнет болот Маккуори и наконец закончится на берегу реки, восточного побережья в Порт-Маккуори. В этой экспедиции Эванс стал первым белым человеком, встретившим реку Каслри.
В начале июля 1818 года отряд находился на горе Харрис, в 48 км (30 милях) к северо-западу от современного Уоррена. Вернувшись с болот, Оксли, по-видимому, не имея возможности проследить дальнейший курс Маккуори, решил изменить свои планы, так как он не мог дальше следовать за ним, поэтому он послал Эванса на разведку вперед с небольшой группой, чтобы попытаться пройти северо-восточный маршрут через равнины и доложить. Фактически, Эванс прошел бы большую петлю, направляясь на северо-восток, затем на юго-запад, на запад и обратно к своей исходной точке. Начиная с 8 июля 1818 года в северо-восточном направлении, он впервые пересек реку Каслри вокруг Комбары, между Гуларгамбоне и Кунамбл. Затем отряд продолжил движение на мелководье в северо-восточном направлении, пока не достиг предгорья горы Варрамбунглей. Отсюда Эванс направился обратно в лагерь Оксли в Маунт-Харрис, повернув на юго-запад, путешествуя по земле, которую он описал как «открытую равнину, по которой было гораздо лучше путешествовать, чем мы в последнее время испытывали». Этот маршрут привел его отряд обратно к реке Каслри в более южной точке, чем его первый переход, в районе между будущими деревнями Арматри и Курбан (15 миль друг от друга). Приближаясь к реке Каслри, он описал страну как «низкую и влажную», а их путь был «ужасно плохим и заболоченным».
Когда 17 июля разведывательный отряд Эванса вернулся, 19 июля 1818 года вся экспедиция отправилась в том же северо-восточном направлении, которое выбрал Джордж Эванс. 27 июля они достигли Каслри, но теперь он был затоплен после первого перехода Эванса двумя неделями ранее. Только 2 августа Эванс снова пересек Каслри около Комбары, когда уровень реки значительно упал. На этот раз, достигнув Варрамбунглей к юго-востоку от их перехода, отряд продолжил свой путь на восток через ущелье Горианава, мимо Ливерпульских равнин и в конце концов достиг побережья около Порт-Маккуори. Джон Оксли назвал реку в том году в честь министра иностранных дел Великобритании лорда Каслри, который занимал этот пост с 1812 года.

## Дальнейшая жизнь и смерть
В дальнейшем ему были предъявлены обвинения в нерегулярных выплатах, когда он находился в должности генерального инспектора, и он был отправлен на корабле в Англию, чтобы объяснить этот вопрос лорду Батерсту, государственному секретарю по вопросам войны и колоний. Он отплыл в Англию 14 ноября 1826 года. Похоже, лейтенант-губернатору Джорджу Артуру было трудно убедительно доказать обвинения. Впоследствии Артур даже поддержал просьбу Эванса о пенсии по возрасту. Примерно шесть лет спустя Эванс вернулся в Новый Южный Уэльс и был показан продавцом канцелярских товаров / книг на Бридж-стрит в Сиднее. Последние десять лет своей жизни он провел в Хобарте, где и умер 16 октября 1852 года. Надгробие Эванса и его жены Люси Пэррис находится в Англиканской церкви Святого Андрея, Эвандейл, оно было перенесено из церкви Святого Иоанна, Ньютаун, Хобарт, Тасмания.

## Другие занятия
Эванс был известен как выдающийся художник, некоторые его акватинты и акварели хранятся в Библиотеке Диксона в Новом Южном Уэльсе. Он также был учителем в Королевской школе, независимой англиканской школе-интернате для мальчиков в Северной Парраматте в западном пригороде Сиднея в Австралии. Это старейшая независимая школа Австралии, основанная в 1831 году.

## Мемориалы Эванса
Бронзовый портрет Эванса на большом постаменте из рустованного песчаника находится в Кингс-Параде (парке) в Батерсте, в регионе Центрального плато во внутреннем Новом Южном Уэльсе. Мемориал был построен в 1913 году жителями Батерста в ознаменование 100-летия его исследования региона Батерст.
Рядом с первым пересечением Эвансом реки Каслри в июле 1818 года, к югу от городка Кунамбл, был воздвигнут мемориал в память об этом событии. мемориальная доска, установленная на стоящем на месте камне, гласит: «Река Каслри была открыта в 2 км к югу от этой точки 11.7.1818 / геодезистом Эвансом, вторым командиром исследовательской экспедиции Оксли».